# Barbarian II: The Dungeon of Drax
Pour les articles homonymes, voir Barbarian.
Barbarian II: The Dungeon of Drax est un jeu vidéo  de beat them all développé par Palace Software et publié en 1988 sur Amiga, Amstrad CPC, Atari ST, BBC Micro, Commodore 64, DOS, GX-4000, MSX et ZX Spectrum. Il constitue le deuxième opus de la série, succédant au jeu de combat  Barbarian: The Ultimate Warrior publié en 1987 dont il poursuit le scénario en proposant un système de jeu différent. Dans Barbarian II, le joueur contrôle en effet une princesse ou un barbare et doit explorer un donjon pour retrouver et éliminer un sorcier maléfique. Bien que le jeu original permette à deux joueurs de s’affronter, ce second opus permet uniquement de jouer seul.
Pour faire connaitre le jeu, Palace Software utilise la même stratégie marketing que pour le premier épisode de la série. Ils recrutent à nouveau Maria Whittaker pour représenter la princesse sur la pochette du jeu afin de faire renaître la controverse qui avait contribué au succès de Barbarian. Contrairement à ce dernier, le jeu reçoit cependant un accueil mitigé dans la presse spécialisée. En effet, si certains journalistes le décrivent comme « une aventure rafraîchissante et gore », d’autres le jugent ennuyeux et regrettent l’absence des combats entre joueurs.

## Système de jeu
Contrairement à son prédécesseur qui propose des combats à l’épée entre deux joueurs, Barbarian II: The Dungeon of Drax est un beat them all. Le joueur y incarne la princesse Mariana, qui combat à l’épée, ou un barbare armé d’une hache de guerre. Leur quête commune est de poursuivre le sorcier Drax qui s’est réfugié dans son donjon après sa défaite dans le jeu original. Pour cela, le personnage contrôlé par le joueur doit traverser un désert inhospitalier, un réseau de grottes et un donjon avant d’affronter Drax dans son sanctuaire.
En utilisant un joystick ou le clavier, le joueur peut déplacer son personnage à travers les environnements du jeu. Chaque niveau du jeu est constitué d’une série de salles interconnectées, peuplées de monstres, de pièges et d’objets. Le jeu affiche les salles une par une et lorsque le joueur quitte l’une d’entre elles, l’affichage est actualisé pour afficher la suivante.  Les connexions entre les différentes salles sont disjointes : une sortie sur la gauche d’une salle peut très bien être connectée à une entrée située du même côté de la salle suivante. Une boussole, située dans le bas de l’écran, permet au joueur de s’orienter dans le niveau en indiquant en permanence le nord. Le joueur doit donc diriger son personnage à travers les différentes salles, à la recherche de la sortie menant au niveau suivant, tout en évitant les pièges et en ramassant des objets.
Dans sa quête, le personnage doit également affronter environ vingt types de créatures différentes. En bougeant son joystick tout en appuyant sur certains boutons ou en exécutant la commande équivalente sur son clavier, le joueur peut faire accomplir à son personnage quatre types d’attaques différentes. Les points de vie des combattants sont représentés par une barre dans les coins en haut de l’écran. Une attaque réussie, sur un personnage ou une créature, réduit sa barre de vie et celui-ci est tué lorsque ses points de vie arrivent à zéro. Un coup précis au niveau du cou peut également décapiter un adversaire et le tuer instantanément. Les monstres disparaissent dans un nuage de fumée après avoir été tués et réapparaissent si le joueur visite à nouveau la même salle après un certain temps. Bien que le personnage contrôlé par le joueur réapparaisse directement dans la salle après avoir été tué, il ne peut le faire qu’un nombre limité de fois. Cette limite (correspondant à son nombre de vies) est représentée par des globes en haut au centre de l’écran. Ce nombre peut être augmenté en collectant des crânes disséminés dans le jeu.

## Développement
À sa sortie, le premier opus de la série est un succès critique et commercial, notamment grâce à la stratégie marketing utilisée par Palace Software pour promouvoir le jeu. En effet, le studio avait alors engagé le mannequin Maria Whittaker pour poser en bikini sur la pochette et sur un poster offert avec le jeu. Ces images avaient alors déclenché une controverse au Royaume-Uni qui avait contribué à la notoriété et au succès commercial du jeu,. Pour Barbarian II, Palace Software décide d’utiliser une stratégie similaire et engage à nouveau Michael Van Wijk et Whittaker pour représenter le barbare et la princesse Mariana sur la pochette du jeu. Pour cette photographie, Whittaker porte cette fois un bikini en métal et Steve Brown, créateur du jeu Barbarian: The Ultimate Warrior, se souvient que celui-ci « se cassa un certain nombre de fois » pendant la prise de vue. Le concept de la pochette est imaginé par Brown et réalisé par Lee Gibbons en cinq semaines. L'image, qui représente le barbare et la princesse posant à côté du corps sans vie d'un monstre, est un photomontage réalisé en superposant trois photographies, une pour chacun des personnages, la représentation du monstre ayant été réalisée à l'aide d'un modèle réduit en pâte à modeler. Après avoir extrait les personnages de leurs photos et composé la scène, Gibbons a ensuite peint l'arrière-plan et ajouté des effets spéciaux, comme la fumée, pour obtenir l'image finale.
Pour réaliser les animations du jeu original, Brown s'était filmé en train d'exécuter différents types de coups avec une épée en bois afin de s'en servir de référence pour le jeu. Pour les animations de Barbarian II, il choisit une approche différente et s'inspire du livre Human in Motion de Eadweard Muybridge, connu pour ses photographies de personnages en mouvement, publié en 1901,. À la sortie du jeu, les animations ainsi obtenues sont jugées particulièrement réalistes et détaillées,,,.

## Versions
Barbarian est publié en août 1988 sur Commodore 64 puis, dans les mois qui suivent, sur la plupart des ordinateurs de l’époque. Du fait des possibilités variables offertes par ces machines, le jeu doit être modifié en fonction de la plate-forme sur laquelle il est porté. La version Amiga du jeu bénéficie ainsi un certain nombre d’améliorations par rapport à la version originale, incluant un doublage numérique, des graphismes plus détaillés et d’une palette de couleurs plus large. Les séquences d’introduction et de chargement sont également retravaillées et incluent un squelette animé avec une voix de maniaque. Au contraire, la version ZX Spectrum est quasiment monochrome et affiche le contour des sprites sur un fond d’une seule couleur,.
Comme son prédécesseur, Barbarian II est publié en Amérique du Nord par Epyx. Le jeu y est rebaptisé Axe of Rage et un tatouage est inclus dans son packaging. La boite de jeu bénéficie d’une nouvelle pochette représentant le visage en gros plan d’un barbare. À la sortie du jeu, celle-ci est considérée comme « moche » par la critique du magazine  Dragon et, d’après le magazine Computer Gaming World, un des distributeurs canadien du jeu refuse alors de vendre le jeu au prétexte que son artwork est suffisamment « grossier pour offenser les clients »,,. De manière similaire, le distributeur Boots UK bannit la version originale du jeu, représentant Whittaker, de ses magasins.

## Accueil
| Barbarian II: The Dungeon of Drax |      |       |
| Média                             | Nat. | Notes |
| ACE                               | GB   | 75 %  |
| Commodore User                    | GB   | 80 %  |
| Computer and Video Games          | GB   | 90 %  |
| Crash Magazine                    | GB   | 81 %  |
| CU Amiga                          | GB   | 86 %  |
| Gen4                              | FR   | 74 %  |
| Joystick                          | FR   | 52 %  |
| Sinclair User                     | GB   | 69 %  |
| Your Sinclair                     | GB   | 60 %  |
| Zzap!64                           | GB   | 96 %  |

### Récompenses
- Tilt d'or 1988 du meilleur logiciel d'aventure / action[25]

## Postérité
Après la sortie de Barbarian II, Palace Software planifie le développement d’un troisième épisode baptisé Barbarian III. Pendant deux ans, le studio en fait la publicité dans la presse spécialisée. Un concours est ainsi organisé par le magazine Your Sinclair dans lequel les lecteurs sont invités à proposer des concepts de monstres, les développeurs prévoyant d’inclure le monstre gagnant dans le troisième opus. Le développement du jeu est cependant abandonné en 1991 lorsque Palace Software revend sa division logicielle pour récolter les fonds nécessaires à son développement dans le secteur cinématographique.  Le studio est alors racheté par Titus Software qui met fin à plusieurs projets, incluant Barbarian III.